# Лопатинський район

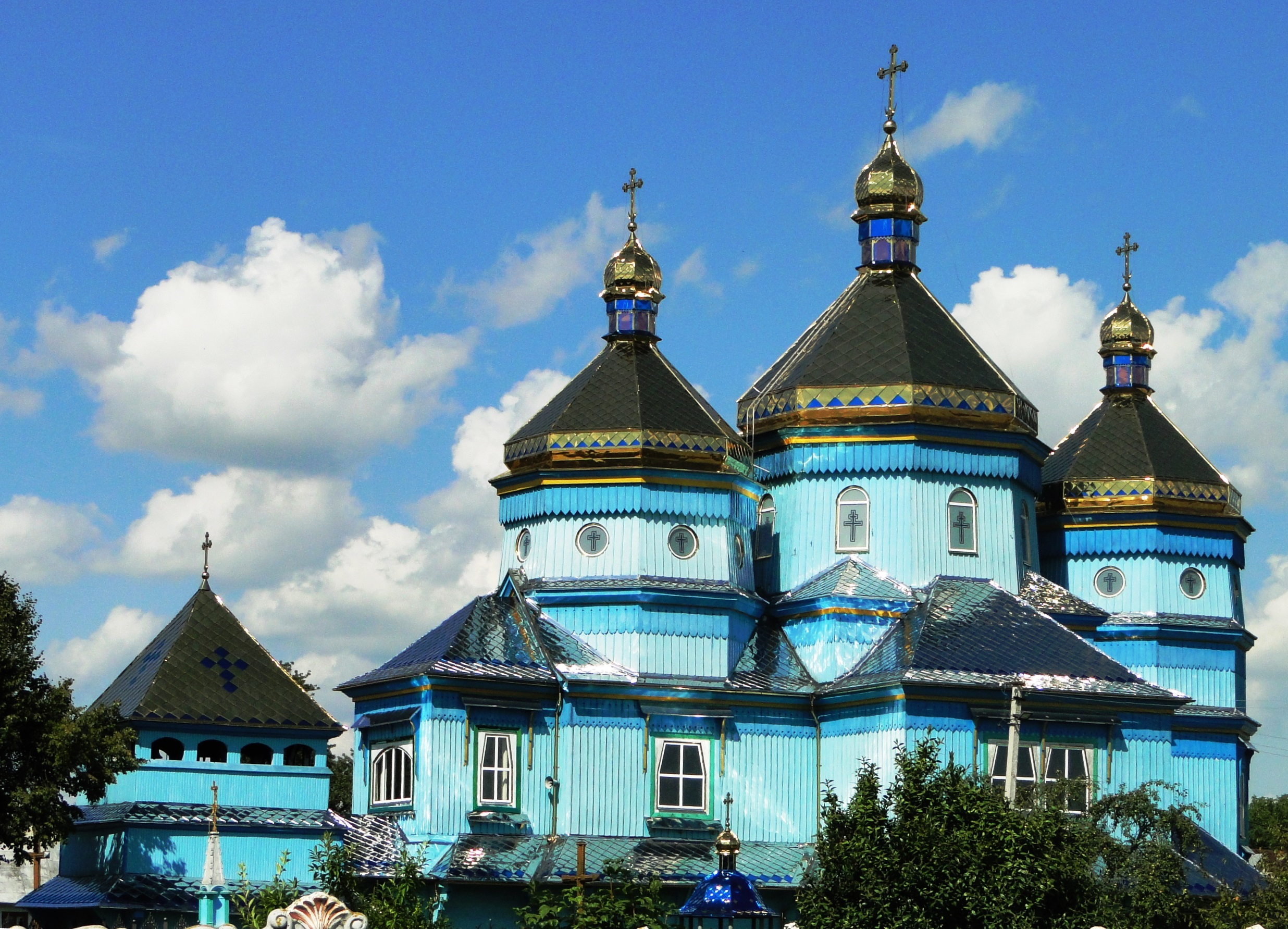

Лопатинський район — колишній район Львівської області центром якого було смт Лопатин

## Історія
10 січня 1940 року ЦК КП(б)У обговорило питання про створення районів у Львівській області. Зокрема вирішено створити Лопатинський район із центром у смт Лопатин.
Однак вже незабаром радянська влада була змінена німецькою окупацією. Лише 16 липня 1944 року в районі було повторно відновлено радянську владу.
Район було ліквідовано у 1962 році після передачі його території Радехівському району.

## Перші роки радянської влади
Частини радянської армії вступили у Лопатин 19 вересня 1939 року після чого було створено міліцію. Першим головою райвиконкому був В. В. Напуда, першим секретарем райкому партії — Шпитяк Григорій Лаврентійович. Почалось будівництво електростанції. Селяни Лопатинського району отримали 4269 гектарів землі, а 270 господарств отримали коней та корів. Водночас на початку 1941 року було створено колгосп ім. Будьонного в який об'єдналось 27 господарств. У районному центрі було відкрито лікарню на 20 ліжок.

### Лопатинський район в рокиІІ світової війни
28 червня 1941 року німецькі окупанти зайняли Лопатин. У 1944 році через Лопатин проходили партизанські з'єднання під командуванням П. П. Вершигори. Селище партизани захопили зненацька, так що переляканий німецький гарнізон не встиг вчинити опору. Недобиті фашисти повтікали в Радехів. Партизани руйнували телеграфну лінію, підірвали спиртзавод і пішли далі на захід.
У березні 1944 року частини Червоної Армії визволили Лопатин. Після жорстоких боїв у районі Бродів фашистам на деякий час вдалося знову захопити Лопатин, але 17 липня 1944 року він став радянським.
За час німецької окупації було знищено 400 мешканців Лопатина, ще 150 чоловік було вивезено на роботу в Німеччину.

## Територія Лопатинського району
17 січня 1940 р. з міської ґміни Лопатин та сільських ґмін Ляшкув, Оглядув, Сєнькув, Топорув і Щуровіце утворений район, тож Указом Президії ВР УРСР до складу Лопатинського району було включено наступні населені пункти: Барилів, Батиїв, Волиця Барилова, Грицеволя, Гутисько Турянське, Завидче, Куликів, Кустин, Лопатин, Ляшків, Майдан Старий, Миколаїв, Монастирок-Оглядівський, Нивиці, Оглядів, Опліцько, Підмонастирок, Романівка Щуровецька, Руденко Лядське, Руденко Руське, Синьків, Сморжів, Стовпин, Стремільче, містечко Топорів, Трійця, Тур'є, Увин, Хмільно, містечко Щуровичі.

## Економіка Лопатинського району
Після відновлення радянської влади відновила роботу Лопатинська МТС, відбудовано спиртзавод. Також в районі налагоджено добування торфу, яке здійснювала спочатку артіль «Торф'яник», а потім її було реорганізовано в державне підприємство.
Чимале значення в економіці району відігравало лісівництво, особливо т.зв. лопатинська сосна, яка має дуже високі показники, стійка до сніговалів і вітровалів. Усі ділянки з такими деревами взято на облік і оголошено насіннєвими. Насіння лопатинської сосни надсилається в інші області країни. У лісництві налагоджено також виробництво хвойно-вітамінного борошна. У 1958 році закінчено будівництво шосе, що з'єднало Лопатин з Львовом.

## Лопатинський райком КП(б)У
Одразу після встановлення радянської влади, а саме у грудні 1939 року було створено Лопатинський райком КП(б)У, однак у червні 1941 року у зв'язку з німецьким наступом він тимчасово припинив свою діяльність. Відновлено його було у травні 1944 року, у 1952 році перейменовано на Лопатинський райком КПУ, а у грудні 1962 року припинив свою діяльність у зв'язку з входженням району до складу Радехівського.
Організаційна структура Лопатинського райкому КП(б)У складалась з бюро (загального відділу), організаційно-інструкторського відділу (з 1949 р. — відділу партійних, профспілкових та комсомольських організацій), сектору партійної статистики, відділу пропаганди i агітації, сільськогосподарського відділу, військового відділу, відділу по роботі серед жінок, відділу кадрів.

## Репресії
У 1939–1941 рр. начальниками Лопатинського районного відділу НКВД працювали Я. Ф. Русанов та Г. С. Дегтярець.

## Атеїстична пропаганда та антирелігійна діяльність
Якщо вірити даним доповідної записки «Про діяльність церковників та сектантів і проведення науково-атеїстичної пропаганди серед населення Львівської області» секретаря Львівського обкому КП України М. Лазуренка від 3 квітня 1959 р., направленій секретарю ЦК КП України С. Червоненку, у першому кварталі 1959 р. частково припинили діяльність громади Свідків Єгови в Лопатинському районі.

## Діяльність ОУН та УПА
22 червня 1941 року відбулися виступи партизанських груп ОУН(б) на півночі Львівської області. Зокрема загін членів ОУН у складі 200 бійців-підпільників захопив містечко Лопатин, у якому оборонялося 30 бійців внутрішніх військ НКВС та 50 міліціонерів, і утримував його близько доби. Повстанці перерізали лінії телефонного зв'язку, нападали на прикордонні застави, виявляли та знищували прикордонні десанти
28 лютого 1945 Поблизу с. Грицеволя Лопатинського району повстанці вбили першого секретаря райкому КП(б)У Ю. Маланчука і начальника райвідділу НКВС О. Ткаченка.
4 вересня 1945 в с. Сморжів до лісу виведено голову сільради Кучинського. Протримавши бранця до вечора, повстанці відпустили його, попередивши, що коли він продовжуватиме хлібозаготівлі, на нього чекає смерть.

## Зміни у територіальному устрої Лопатинського району
У 40-60- роках в УРСР відбувалось не лише укрупнення районів, а й сільських рад. Зокрема у березні 1959 року укрупнено сільради у Лопатинському районі Львівської області.